# Diégane Sène
Pour les articles homonymes, voir Sène.
Diégane Sène est un homme politique sénégalais, ancien ministre et 8e vice-président de l'Assemblée nationale du Sénégal. Il est nouveau secrétaire général de l'Union pour le renouveau démocratique (Urd), un parti fondé par Djibo Leyti Kâ.

## Biographie
Né à Mbalakhate Ndiaganiao, Diégane Sène est un spécialiste de la presse sénégalaise. Maître-assistant, il enseigne l'histoire des médias au Centre d'études des sciences et techniques de l'information (CESTI) de Dakar. Il se montre d'abord assez critique à l'égard du gouvernement après l'alternance politique qui a porté Abdoulaye Wade au pouvoir en 2000 et on lui prête l'invention du néologisme « wadisme ». Cependant, en 2004, il est nommé ministre délégué chargé de l’Alphabétisation, des Langues nationales et de la Francophonie auprès du ministre de l’Éducation dans le gouvernement de Macky Sall, sous la présidence d'Abdoulaye Wade. Il conserve ce poste lors des remaniements ministériels du 4 juillet 2005 et du 23 novembre 2006. 
Diégane Sène fait partie des 150 députés élus à l'Assemblée nationale lors des élections législatives du 3 juin 2007, mais n'est plus membre du gouvernement formé le 25 juin 2007 par Cheikh Hadjibou Soumaré. En revanche le portefeuille du Tourisme est attribué  à son ancienne épouse Fatou Gassama, enseignante à l'Université Cheikh Anta Diop.